# 特定農林水産物・食品輸出促進港湾
特定農林水産物・食品輸出促進港湾（とくていのうりんすいさんぶつ・しょくひんゆしゅつそくしんこうわん）は、国土交通省が農林水産省と連携して、農林水産物・食品の輸出産地による海外への直航サービスを活用した輸出を促進するため、特定農林水産物・食品輸出促進港湾形成事業に基づく認定を受けた計画に位置付けられた港湾。通称、産直港湾。

## 概要
特定農林水産物・食品輸出促進港湾は「食料・農業・農村基本計画」（令和２年３月３１日閣議決定）等を受け、産地が取り組む大ロット・高品質・効率的な輸出を後押しするため、産地と港湾の連携を促進するとともに、港湾やその近傍において、現状では不足している輸出機能を強化することを目的として、必ず港湾管理者と事業者が協力して策定した「農林水産物・食品輸出促進計画」と「産地・港湾連携型農林水産物・食品輸出促進計画」のいずれかまたは両方に計画に位置付けられた港湾を国が認定し、港湾施設の整備費の3分の1を国が補助する。認定対象となる港湾は国際戦略港湾、国際拠点港湾、重要港湾に限られる。

## 認定一覧
※カッコ内は所在都道府県
- 清水港（静岡県）[2]
- 堺泉北港（大阪府）[3]
- 志布志港（鹿児島県）[4]
- 十勝港（北海道）[5]